# بلز (تنسی)
بلز(به انگلیسی: Bells) شهری در ایالت تنسی کشور ایالات متحده آمریکا است که جمعیت آن در سرشماری سال ۲۰۱۰ میلادی، ۲٬۴۳۷ نفر بوده‌است.